# Alfred Hagen
Alfred Hagen, né le 10 janvier 1860 à Maxey-sur-Vaise et mort le 21 mai 1941 à Nice, est un médecin français ayant visité les archipels de la Mélanésie à la fin du XIXe siècle.  

## Biographie
Médecin de la marine, il sert dès 1885 dans le Pacifique et est chargé en 1891 par le gouvernement de la Nouvelle-Calédonie de superviser le recrutement de la main-d’œuvre aux Nouvelles-Hébrides et aux îles Salomon. Il part ainsi de Nouméa le 4 avril 1891 sur la Lady Saint-Aubyn pour gagner Tanna, la plus au sud des Hébrides. Il fait escale à Sangalli où il commence son recrutement puis à Erromango. Il visite aussi Port-Vila sur l'île de Vaté et Espiritu Santo avant d'aller aux îles Aoba et Aurora puis de rejoindre les Salomon. 
Bien accueilli à San Cristobal, Hagen gagne l'île de Santa Ana, visite Malaita où les habitants s'adonnent à la piraterie puis Pio où il rencontre le grand chef Aio. 
A Guadalcanal, les indigènes refusent de s'engager. Hagen repart ainsi avec cent douze travailleurs et rejoint la Nouvelle-Calédonie le 17 novembre. Il constate alors que les recrutements amènent progressivement le dépeuplement des archipels déjà touchés par l'alcoolisme, les épidémies, les infanticides et les guerres intestines. 
Attaché à la délégation française envoyée en Corée après la guerre des Boxers (1900), Hagen part de Chan-Haï-Kouan et arrive trois jours plus tard à Tchemoulpo, le port de Séoul. La délégation est alors reçue par l'empereur Kojong.

## Distinction
- Chevalier de la Légion d'honneur, 17 juillet 1900[1].

## Publications
- Contribution à l'étude du coma diabétique, thèse, 1884
- Voyages aux Nouvelles-Hébrides et aux îles Salomon, Le Tour du monde, vol.I, 1893, p. 337-384
- Études sur les Nouvelles-Hébrides, Bulletin de la Société de géographie de l'Est, 1893
- Un voyage en Corée, Le Tour du monde, nouvelle série, vol. 10, 1904, p. 133-156 [lire sur Wikisource]